# Muur van Hoei
De Muur van Hoei is een helling in de Belgische stad Hoei. Wanneer men over de Muur van Hoei spreekt, wordt de Chemin des Chapelles bedoeld tussen de N66 en de kerk Notre-Dame de la Sarte. De Muur van Hoei is een attractie voor (wieler)toeristen. Op de top van de muur bevindt zich het bovenstation van de kabelbaan van Hoei. Die loopt voorbij het fort van Hoei tot aan de overkant van de Maas. Ook is het kinderpretpark "Mont Mosan" gelegen boven op de Muur van Hoei.

## Wielrennen

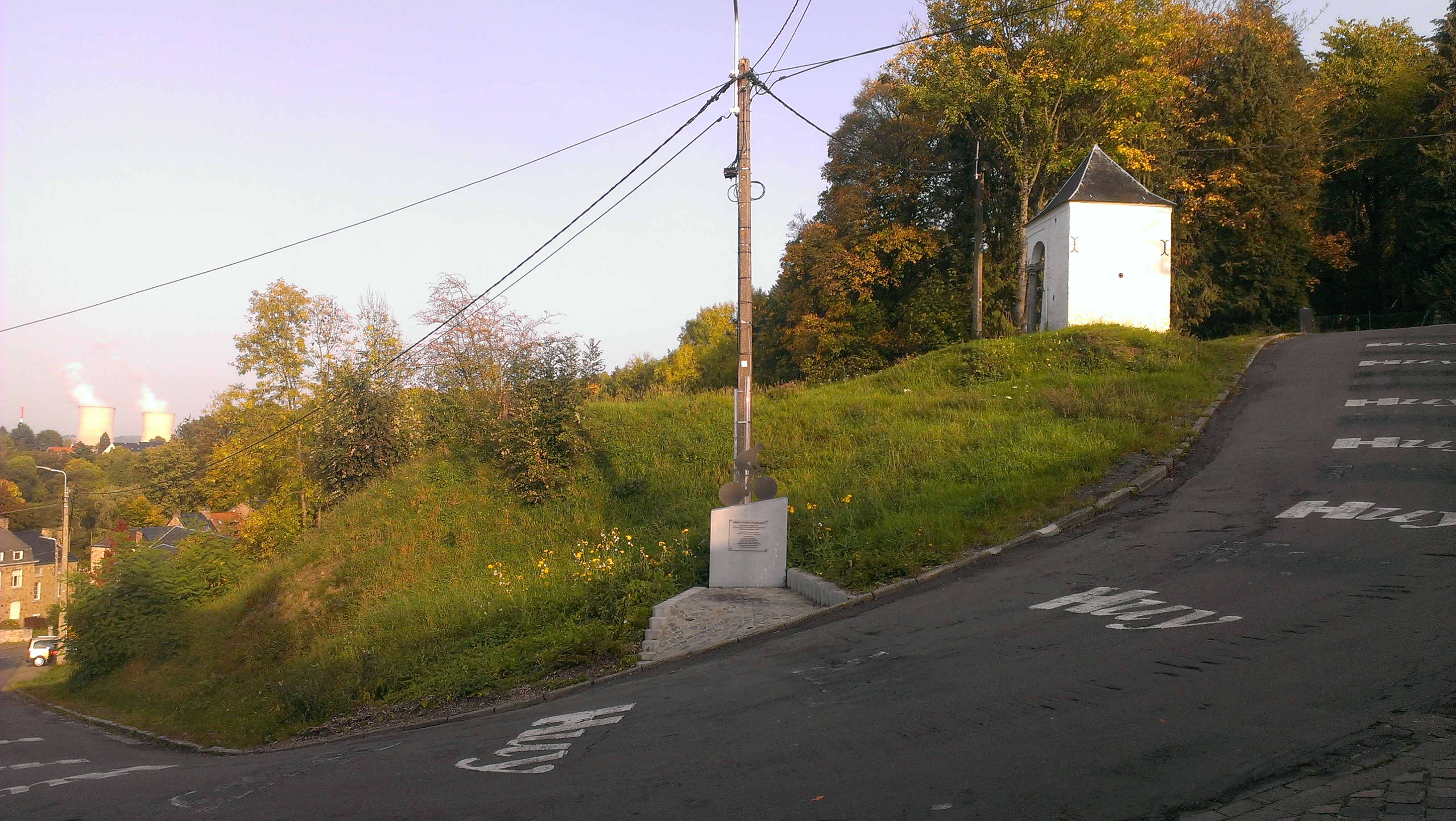
Monument voor Claude Criquielion op het steilste stuk halverwege de Muur van Hoei.

De Muur is de zwaarste beklimming van de wielerkoers Waalse Pijl. Meestal wordt hij tijdens de wedstrijd meermaals beklommen. Sinds 1985 eindigt de wedstrijd op de top van "de Muur". De eerste winnaar op de Muur was Claude Criquielion; voor hem werd op 1 december 2015 een monument geplaatst op het steilste stuk, negen maanden na zijn overlijden. In dat jaar finishte ook de 3e etappe van de Tour de France op de Muur.

## Kapelletjes
De kronkelende steile weg is een pelgrimsroute, waarlangs zes kleine witte kapellen staan, die gewijd zijn aan zes van de Zeven Smarten van de Maagd. De zevende kapel is te vinden in het portiek van de kerk Notre-Dame de la Sarte (oorspronkelijk de kapel van de wonderbaarlijke Maagd) bovenaan de berg, tegenover het eindstation van de kabelbaan. De zes kapelletjes en de kerk zijn beschermd erfgoed.

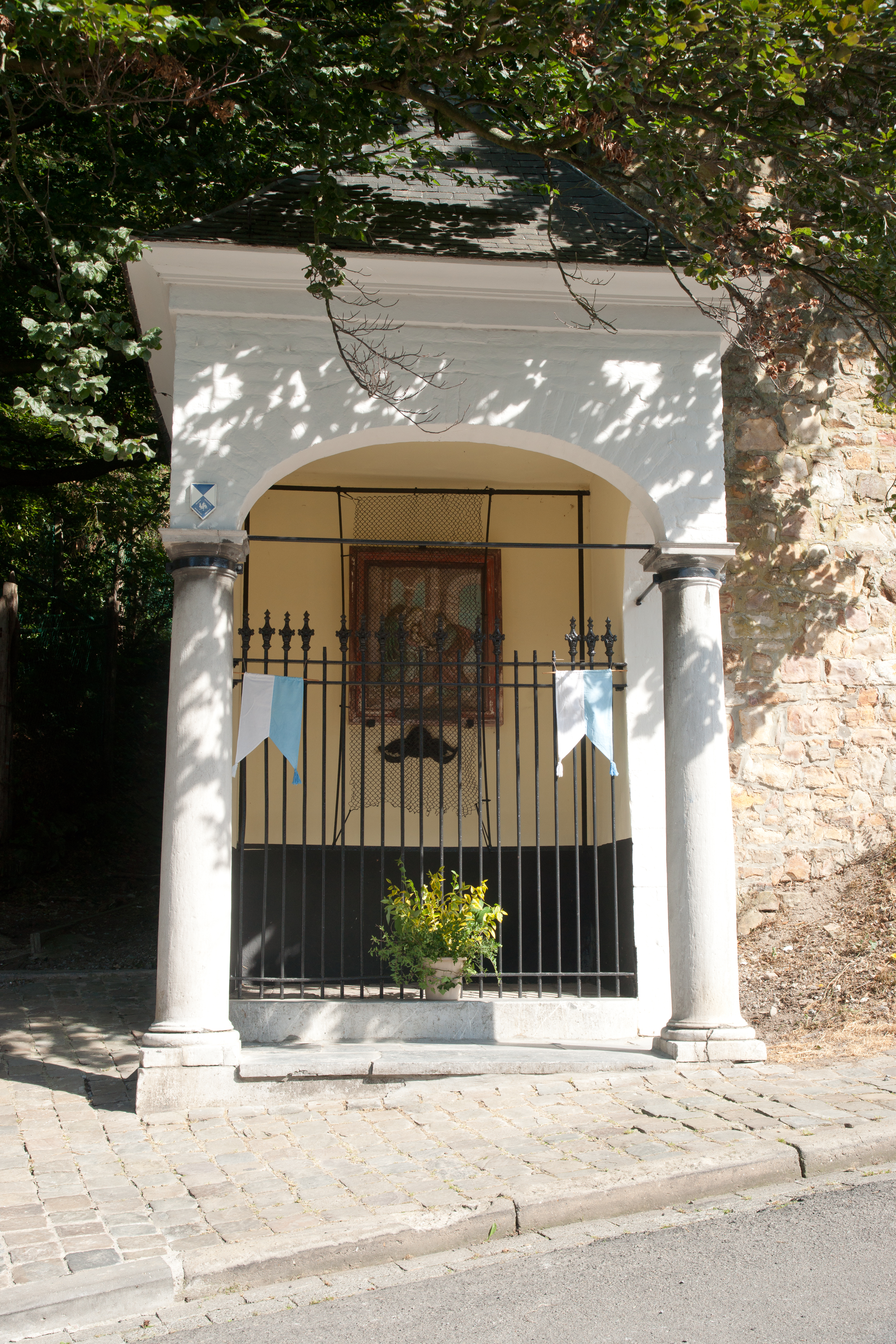
Kapel 1
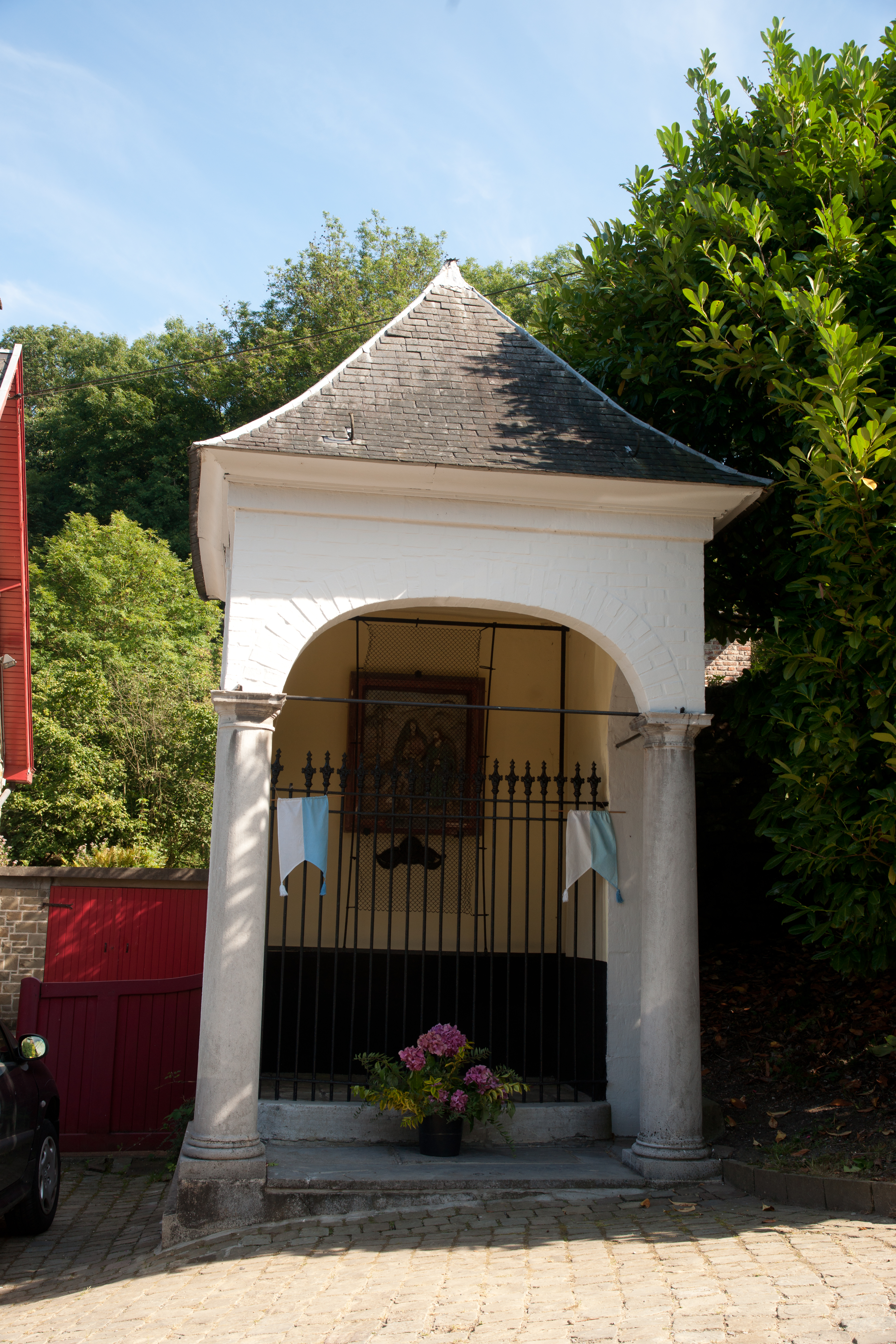
Kapel 2
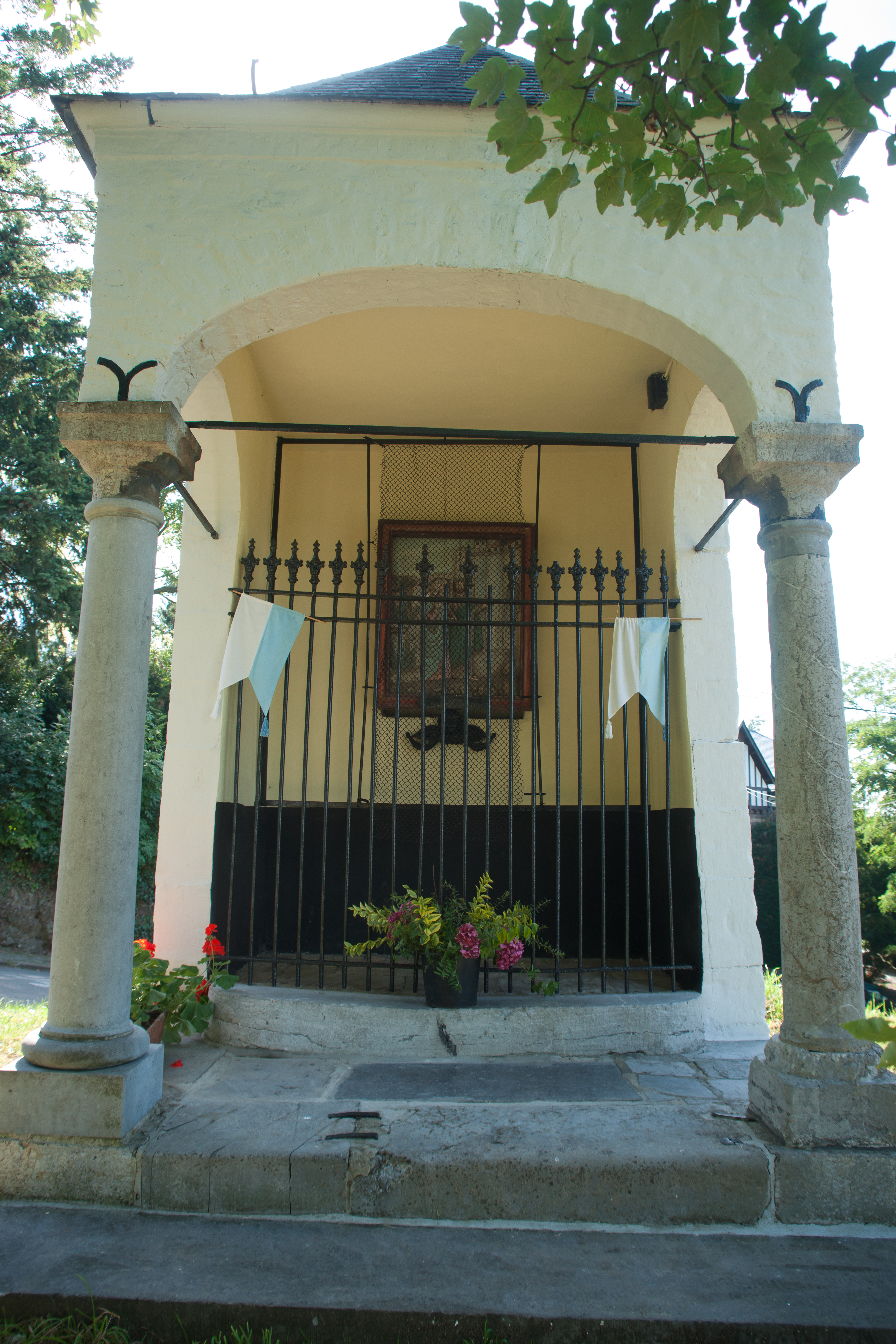
Kapel 3
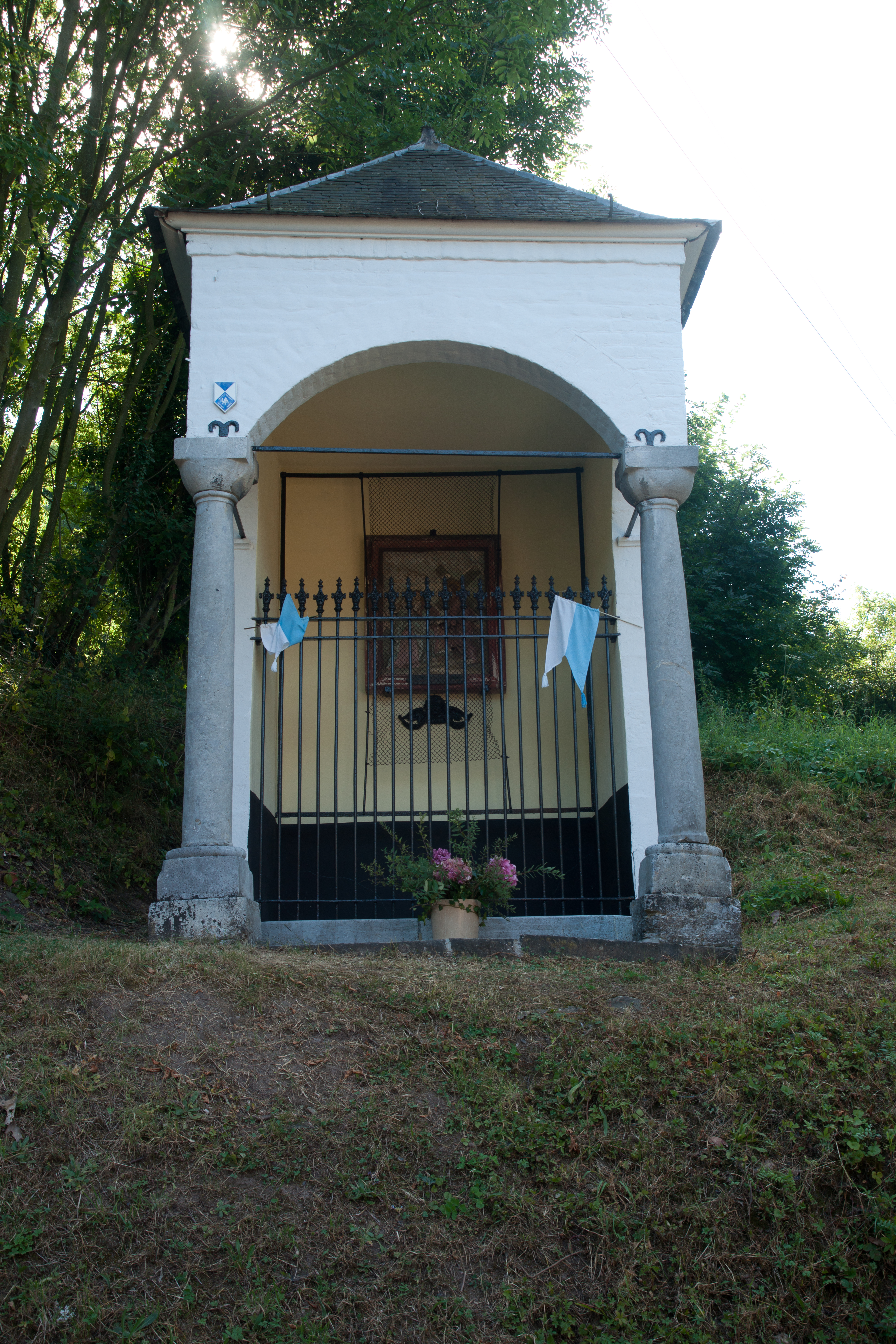
Kapel 4
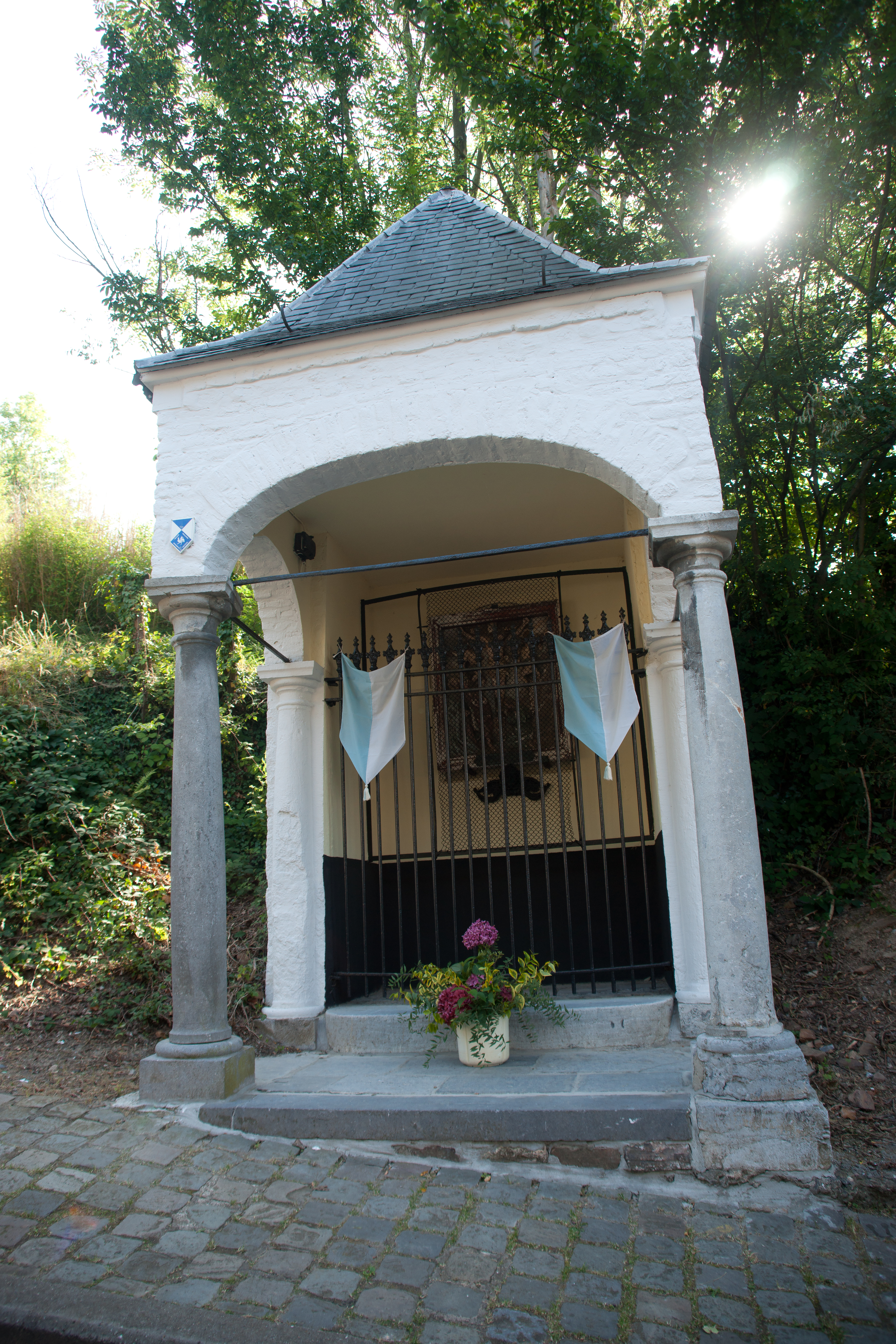
Kapel 5
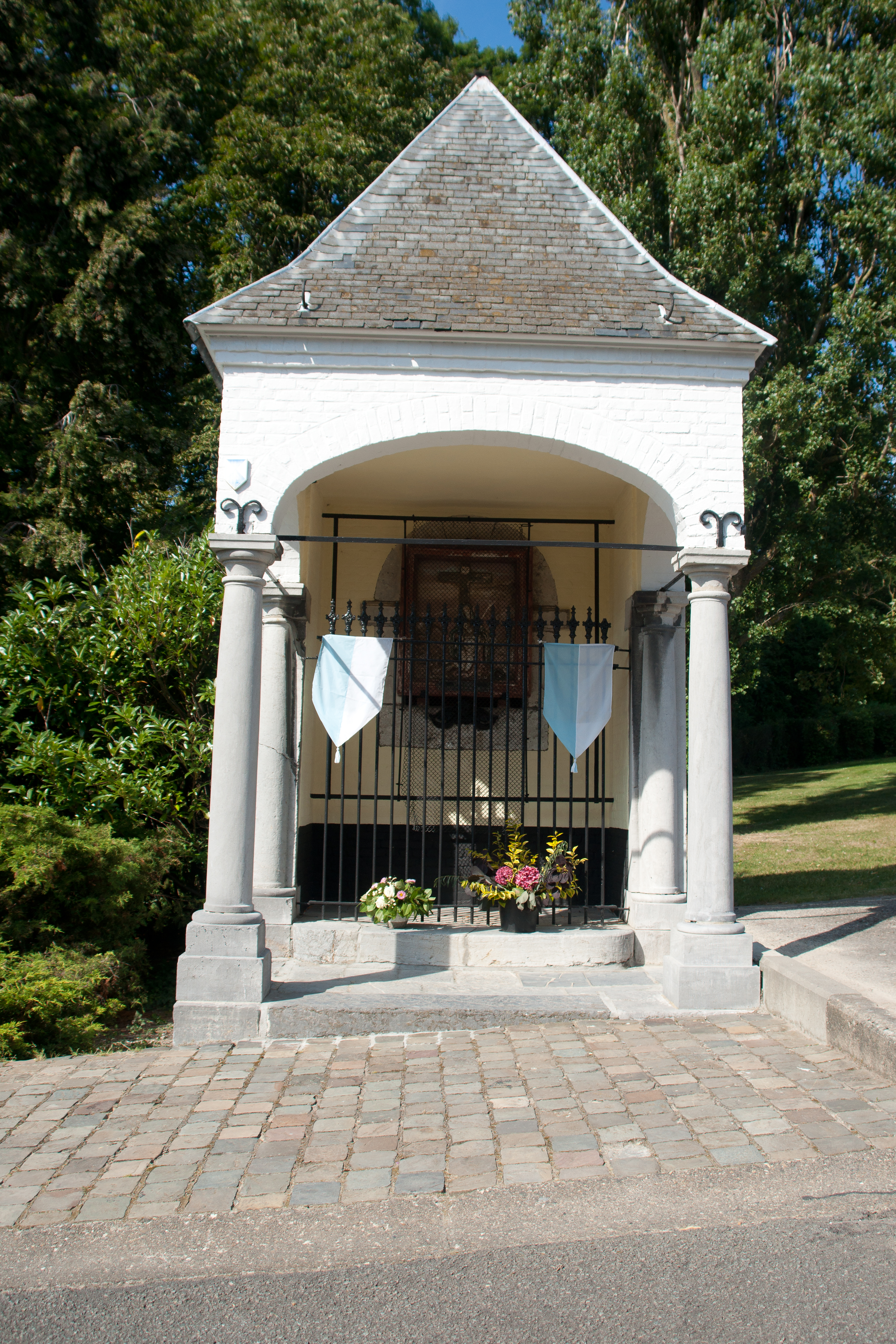
Kapel 6
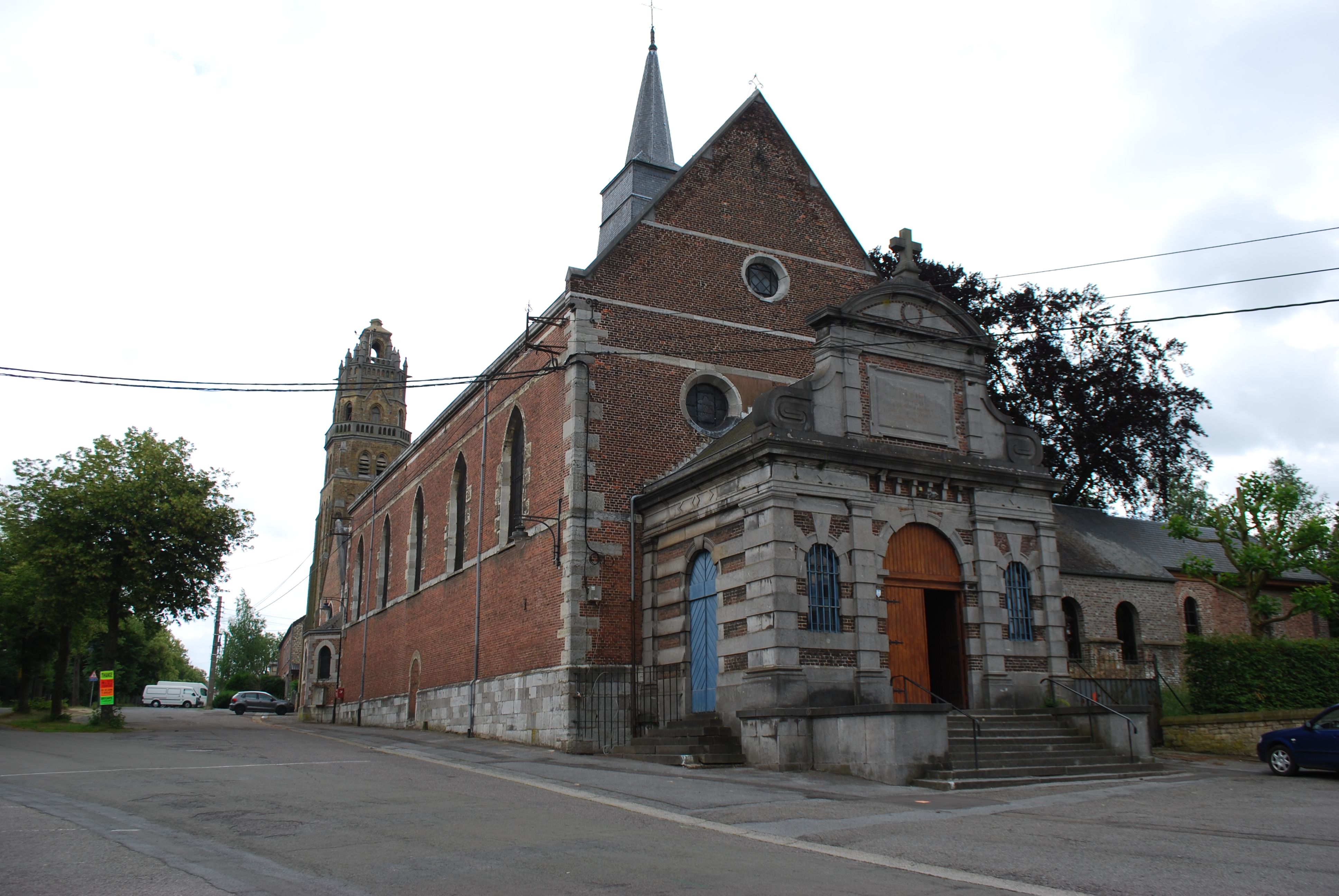
Notre-Dame de la Sarte